# Ikuo Takahara
Ikuo Takahara (高原 郁夫, Takahara Ikuo, 14 oktober 1957) is een Japans voormalig voetballer die als aanvaller speelde.

## Clubcarrière
In 1973 ging Takahara naar de Ueda Higashi High School, waar hij in het schoolteam voetbalde. Nadat hij in 1976 afstudeerde, ging Takahara spelen voor Mitsubishi Motors. Met deze club werd hij in 1978 kampioen van Japan. Takahara veroverde er in 1978 en 1981 de JSL Cup en in 1978 en 1980 de Beker van de keizer. In 6 jaar speelde hij er 64 competitiewedstrijden en scoorde 15 goals. Takahara beëindigde zijn spelersloopbaan in 1981.

## Japans voetbalelftal
Ikuo Takahara debuteerde in 1980 in het Japans nationaal elftal en speelde 4 interlands, waarin hij 2 keer scoorde.

## Statistieken
| Japans voetbalelftal | Japans voetbalelftal | Japans voetbalelftal |
| Jaar                 | Wed.                 | Dlp.                 |
| -------------------- | -------------------- | -------------------- |
| 1980                 | 4                    | 2                    |
| Totaal               | 4                    | 2                    |